# Sociaal verslag
Sociale verslaglegging, meestal in de vorm van een sociaal jaarverslag, is onderdeel van de maatschappelijke berichtgeving van ondernemingen, door Schreuder (1986) gedefinieerd las: 'de informatieverstrekking door een organisatie aan haar deelgenoten omtrent de door deze deelgenoten relevant geachte effecten van de activiteiten van de organisatie'. De sociale verslaggeving of berichtgeving is dan primair gericht op de werknemers en omvat het arbeidsgedeelte van de maatschappelijke berichtgeving.
Sociale jaarverslagen zijn in Nederland sterk ontwikkeld in een aantal fasen vanaf 1945. Deze ontwikkeling is sterk gestimuleerd door wetgeving, waaronder de Wet op de Ondernemingsraden (1971) en door de uitreiking van de PW-prijs voor het beste sociale jaarverslag van Nederland In de jaren zeventig. Deze ontwikkeling heeft ook internationaal aandacht getrokken.
Tegenwoordig bestaan er nog steeds aparte sociale jaarverslagen, vooral gericht op de verantwoordingsfunctie naar de ondernemingsraad. De bredere trend is echter naar geïntegreerde jaarverslagen waarin het financiële jaarverslag is uitgebreid met maatschappelijke en sociale informatie, soms gebruikmakend van de duurzameontwikkelingsdoelstellingen van de Verenigde Naties als verslaggevingskader. Soms wordt dit nog apart gepubliceerd als zogenaamd duurzaamheidsverslag.